# Parler tout bas
Parler tout bas è il terzo singolo estratto dall'album di debutto della cantante pop francese Alizée, Gourmandises. Il singolo, pubblicato nell'aprile del 2001, conteneva anche una versione strumentale della canzone.
La canzone che ha dato il titolo al singolo è stata scritta da Mylène Farmer e Laurent Boutonnat che ne hanno curato anche la produzione.

## Tracce e formati
CD-Single Polydor
1. Parler tout bas – 4:35
2. Parler tout bas (Instrumental) – 4:35

Digital download
1. Parler tout bas – 4:35

## Classifiche
| Paese             | Posizione raggiunta |
| ----------------- | ------------------- |
| Francia           | 12                  |
| Belgio (Vallonia) | 15                  |